# Портерешть
Портерешть, Портерешті (рум. Portărești) — село у повіті Вилча в Румунії. Входить до складу комуни Лалошу.
Село розташоване на відстані 163 км на захід від Бухареста, 67 км на південний захід від Римніку-Вилчі, 30 км на північний схід від Крайови.

## Населення
За даними перепису населення 2002 року у селі проживали 210 осіб, усі — румуни. Усі жителі села рідною мовою назвали румунську.